# Samuel Larsen
 (juillet 2019).
Si vous disposez d'ouvrages ou d'articles de référence ou si vous connaissez des sites web de qualité traitant du thème abordé ici, merci de compléter l'article en donnant les références utiles à sa vérifiabilité et en les liant à la section « Notes et références ».
Samuel Larsen, né le 28 août 1991 à San Francisco aux États-Unis, est un acteur et chanteur américain ayant gagné la première saison du The Glee Project ex æquo avec Damian McGinty devant Lindsay Pearce et Alex Newell.  
C'est aussi un acteur apparaissant dans Glee (2009), After (2019) et Keana: Candy from Strangers (2013).

## Biographie
Originaire de Murrietta en Californie, il vit à Los Angeles depuis 2010. Il est leader d'un groupe de rock et joue de plusieurs instruments tels que la guitare basse,  la guitare, le piano et la batterie. Il commence la batterie très jeune (3 ans). À 12 ans, il commence à jouer de la basse avant de se lancer vers la guitare à l'âge de 13 ans. Il est diplômé de Murrieta Valley High School en 2009. Durant sa dernière année de lycée, il donne beaucoup de concerts à San Diego et alentours avec son groupe 15 North.
Après avoir fini le lycée, en 2010, Samuel auditionne à American Idol et il est choisi jusqu'à la Hollywood Week où il est alors recalé. Un peu plus tard, alors qu'il défilait pour le styliste Ashton Michael, Samuel rencontre Skip Arnold. Celui-ci lui propose d'emménager chez lui à Los Angeles. 
Samuel tente sa chance au casting de The Glee Project en 2010. Il gagne ce dernier et obtient donc un contrat pour une apparition dans 7 épisodes de la troisième saison de Glee. Après le tournage de l'émission, Samuel et Skip forment le groupe Bridges I Burn en 2011, ils écrivent et composent leur musique. Un troisième membre, Salvatore Spinelli, les rejoint bien plus tard. Samuel travaille aussi en tant que chanteur solo. Il écrit, compose et enregistre ses propres morceaux, où il joue chacun des instruments lui-même et mixe le tout.
En février 2012 est diffusé le premier épisode de la saison 3 de Glee dans laquelle Samuel fait son apparition. Il interprète le rôle de Joe Hart, un chrétien au look assez décalé.
Sa première apparition dans Glee est dans le treizième épisode de la troisième saison, intitulé Heart. Au cours de cet épisode il a joué dans deux chansons : Stereo Hearts de Gym Class Heroes, et un mashup[Quoi ?] de Cherish de Madonna. Bien que son prix pour avoir remporté le projet Glee était de sept épisodes, il est apparu dans chacun des dix derniers épisodes de la troisième saison de Glee. En outre, il est par la suite apparu comme un mentor pour la deuxième saison de The Glee Project, et il est apparu dans 12 épisodes de la quatrième saison de Glee.
En septembre 2013, Samuel sort une mixtape, 3 Blind Costumes, contenant 11 titres aux styles r&b, rock and roll et jazz.
En 2018, il fait officiellement partie de la distribution du film After où il incarne le rôle de Zed, adapté du roman à succès. Le film sorti le 12 avril 2019 connaît un succès grandissant, même si Samuel larsen n'apparaît que peu à l'écran. Il participe la même année à la tournée américaine du groupe Palaye Royale pour lequel il joue de la basse. 
Le 6 mai 2019 sort Blue Star, un sigle du nouveau groupe NEXT CiTy, groupe officiellement lancé le même jour[réf. nécessaire].

## Filmographie

### Cinéma
- 2011 : The Remains : Tommy
- 2019 : After : Chapitre 1 de Jenny Gage : Zed Evans
- 2020 : After : Chapitre 2 de Roger Kumble : Zed Evans
- 2023 : joli  désastre de Roger Kumble : Jesse Viveros

### Télévision
- 2011 : The Glee Project : lui-même (émission télévisée)
- 2012 - 2015 : Glee : Joe Hart (25 épisodes)
- 2015 : Hawaii 5-0 : Alfie Tucker (1 épisode)

## Discographie
- 2013 : 3 Blind Costumes
- 2014 : Vices

## Performances[Quoi ?]dansGlee
- Saving All My Love For You en duo avec Quinn Fabray (Dianna Agron)
- Stereo Hearts
- Cherish / Cherish
- Night Fever
- What Makes You Beautiful
- My love is your love
- 3
- Greased Lightning
- Some Nights
- No Scrubs
- Footloose
- Hall Of Fame
- I lived

## Clip vidéo
- 2014 : Sunday Night[2] clip de May